# Hendrik Soemodihardjo
Ramdan Soenarijo (Hendrik) Soemodihardjo (14 januari 1933 – 30 september 2000) was een Surinaams politicus.
Hij werd geboren als zoon van Ahmad/Amat Soemodihardjo en Soeparijem Pariman. Hij trouwde in 1960 met Irene Angelique Huizing en samen kregen ze een of meer kinderen.
Bij de parlementsverkiezingen van 1963 werd hij voor de KTPI (partij met vooral Javaanse aanhangers) verkozen tot lid van de Staten van Suriname. Kort daarop volgde zijn benoeming tot staatssecretaris voor Sociale Zaken in het eerste kabinet Pengel. Eind 1963 stapte de PSV uit de coalitie vanwege de Ormet-affaire waarbij hij de PSV'er Coen Ooft opvolgde als minister van Economische Zaken. Enkele maanden later kwam in het nieuws dat zijn vader propaganda maakte om mensen met een Nederlands-Indische/Indonesische achtergrond vanuit Suriname naar Indonesië terug te laten keren. Midden 1964 trad Soemodihardjo af en werd weer Statenlid.
Hij ging later in Amsterdam wonen. Bij de Tweede Kamerverkiezingen van 1977 was hij kandidaat voor het Democratisch Actie Centrum (DAC). Met een tweede plek op de kandidatenlijst stond hij meteen onder de lijsttrekker Govert Nooteboom. DAC bleef bij die verkiezingen met 0,03% van de stemmen ver onder de kiesdeler.
Soemodihardjo overleed in 2000 op 67-jarige leeftijd en werd begraven op begraafplaats Westgaarde in Amsterdam.